# بوروویکی
بوروویکی (به لهستانی:  Borowiki) یک روستا در لهستان است که در گمینا میلیچتسه واقع شده است.